# Nikołaj Rybko
Nikołaj Stiepanowicz Rybko (ros. Николай Степанович Рыбко, ur. 26 marca 1911 w Moskwie, zm. 28 sierpnia 1977 tamże) – radziecki pilot doświadczalny, Bohater Związku Radzieckiego (1957).

## Życiorys
Po ukończeniu w 1929 kursów szoferów pracował jako szofer, a od 1932 jako technik przy testach samolotów w Centralnym Aerohydrodynamicznym Instytucie im. Żukowskiego (CAGI). W 1933 ukończył moskiewskie technikum lotnicze, a w 1935 szkołę lotniczą przy CAGI i eskternistycznie Kaczyńską Wojskową Wyższą Szkołę Lotniczą Pilotów. W latach 1935-1939 pracował jako pilot doświadczalny w CAGI, testując eksperymentalne modele samolotów oraz myśliwce, m.in. I-14 (1937), I-16 (1938) i PI (1939) oraz bombowiec ANT-37. Brał udział w pierwszym locie bombowca dalekiego zasięgu Pe-8 (1936-1937). W 1939 uległ wypadkowi drogowemu, doznając ciężkich obrażeń nogi, wskutek czego nie mógł latać. Pracował jako inżynier w CAGI. W kwietniu 1941 został kierowniczym inżynierem Instytutu Lotniczo-Badawczego, w czerwcu 1941 wrócił do latania i podjął pracę jako pilot doświadczalny w tym instytucie (do czerwca 1951). Przetestował m.in. Tu-4 (1947-1949), Jak-7A (1942), Jak-7B (1942), Jak-9U (1943), Ił-6 (1944), Pe-2WI (1944), zdobyczny myśliwiec Me-163 (1946), brał udział w oblatywaniu wielu innych modeli, m.in. MiG-9 (1947) i MiG-15 (1949). Od 1951 do 1954 był pilotem doświadczalnym Specjalnego Biura Konstrukcyjnego (OKB) Tupolewa, prowadził próby m.in. Tu-16 (1952-1954). W 1954 w wyniku kolejnego wypadku samochodowego i odniesionych obrażeń nie mógł kontynuować pracy pilota doświadczalnego i został inżynierem OKB Tupolewa. Łącznie podczas pracy jako pilot doświadczalny opanował ok. 110 modeli samolotów i szybowców. W 1959 otrzymał tytuł Zasłużonego Pilota Doświadczalnego ZSRR. Został pochowany na Cmentarzu Dońskim.

## Odznaczenia
- Złota Gwiazda Bohatera Związku Radzieckiego (1 maja 1957)
- Order Lenina (czterokrotnie)
- Order Czerwonego Sztandaru
- Order Czerwonego Sztandaru Pracy
- Order Wojny Ojczyźnianej I klasy

I medale.